# Osman I.
Osman I. nebo Osman Gazi (osmanskou turečtinou: عثمان غازى; * okolo roku 1258–1324/6), často archaicky nazýván Ottoman, byl vůdce osmanských Turků a zakladatel Osmanské dynastie. Dynastie po něm nesla jméno a později, když ovládl velkou část kmenů a území, byla po něm pojmenovaná i Osmanská říše (tehdy známá jako osmanský bejlik nebo osmanské emiráty). Stát, který byl za jeho vlády pouze malým knížectvím, se později v několika staletích po jeho smrti stal světovou říší, která existovala ještě krátce po první světové válce. Historikové běžně označují jako datum pádu sultanátu na rok 1922, vyhlášení Turecké republiky na rok 1923 a pád chalífátu na rok 1924.

## Osmanovo jméno
Někteří odborníci tvrdí, že Osmanovo rodné jméno bylo turecké (nejspíše Atman nebo Ataman) a později bylo změněno na jméno Osmān, které vycházelo z arabštiny. Dřívější byzantské prameny, včetně Osmanova současníka George Pachymerese, hláskovali jeho jméno jako Ατουμάν (Atouman) nebo Ατμάν (Atman), zatímco řecké prameny jej zmiňují i pod arabským jménem Uthmān i tureckým Osmān. Je možné, že dříve se jmenoval opravdu Atman a později přijal jméno Osman, které znělo více muslimsky a turecky.

## Původ osmanské říše

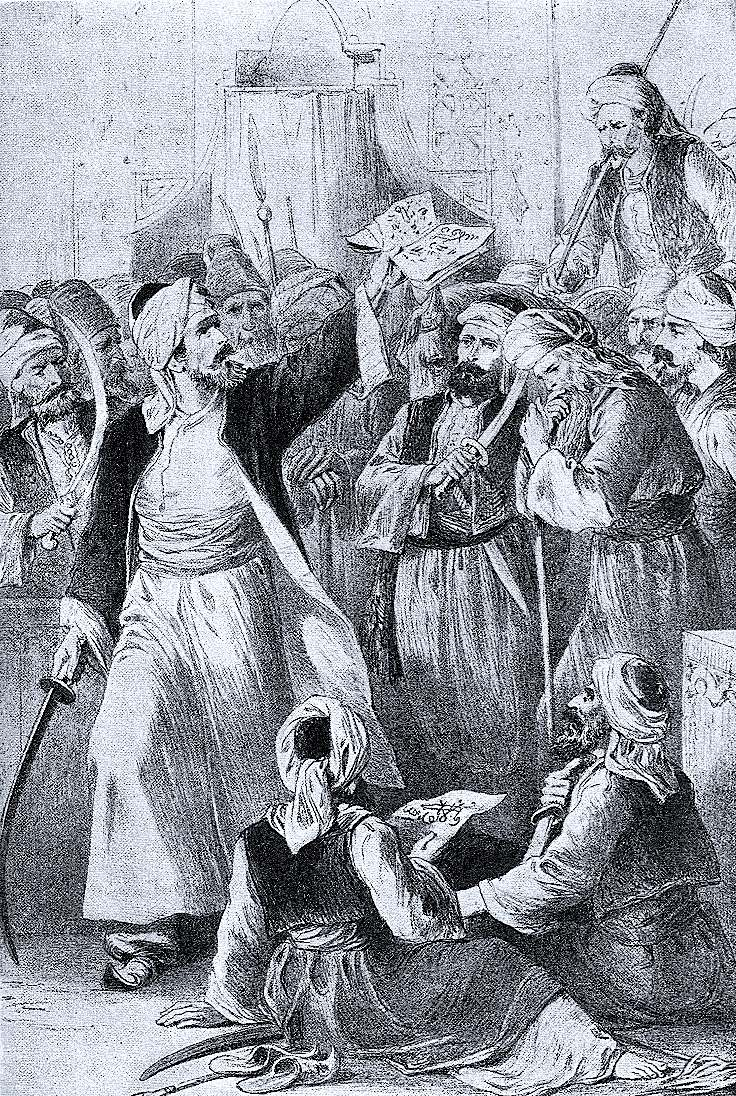
Ilustrace k bitvám Osmana I.

Přesné datum Osmanova narození není známo a o jeho mládí se toho příliš neví. O jeho původu je také nedostatek informací a většina těch, co je známá, pochází z legend a mýtů, které o něm stvořili jeho potomci v pozdějších staletích. Nejspíše se narodil v polovině 13. století (okolo let 1254-5); toto datum mu bylo přiděleno historikem Kemalpaşazadem v 16. století. Podle osmanských legend pocházel jeho otec Ertuğrul Gazi ze západních tureckých kmenů a přišel ze střední Asie na území Anatolie, kam utekl před nájezdy mongolských kmenů. Poté slíbil věrnost sultánovi anatolských Seldžuků, který mu na oplátku slíbil panství v městě Sögüt na hranicích s Byzantskou říší. Toto spojenectví mezi Ertuğrulem a Anatolci bylo podle dvorních záznamů údajně smyšlené o několik staletí později a skutečný původ Osmanské dynastie tak zůstává neodhalený.

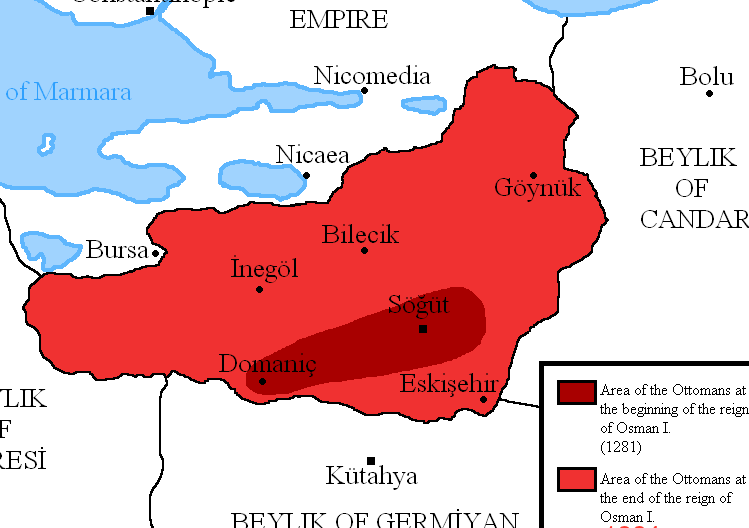
Rozloha bejliku za vlády Osmana I.

Osman se stal beyem (náčelníkem) kmene po smrti jeho otce okolo roku 1280. O jeho prvních rozhodnutích ve funkci není nic známo, jen pouze to, že vládl regionu okolo města Söğüt a odtud zahájil nájezdy na sousední Byzantskou říši. První datovaná událost v Osmanově životě je bitva u Baphea v roce 1301 nebo 1302, ve které byl poražen byzantskými vojáky, kteří byli vysláni na obranu proti němu.
Zdá se, že Osman následoval strategii rozšiřování svých území na úkor Byzance, přičemž se vyhnul konfliktu s jeho silnějšími tureckými sousedy. Jeho prvním cílem bylo zaútočit a zabrat město Prygia, které leží nedaleko dnešního Eskişehiru, které mělo kolem sebe mnoho plodných polí.
Několik málo těchto vítězství a vykořisťování se stalo oblíbeným tématem osmanských spisovatelů, zvláště v zamilovaných příbězích, ve kterých během bojů vyhrál krásnou Malhun Hatun. Tyto legendy byly přetvořeny do romantických příběhů za pomoci básníků, kteří je sepsali v pozdějších letech.

## Osmanův sen

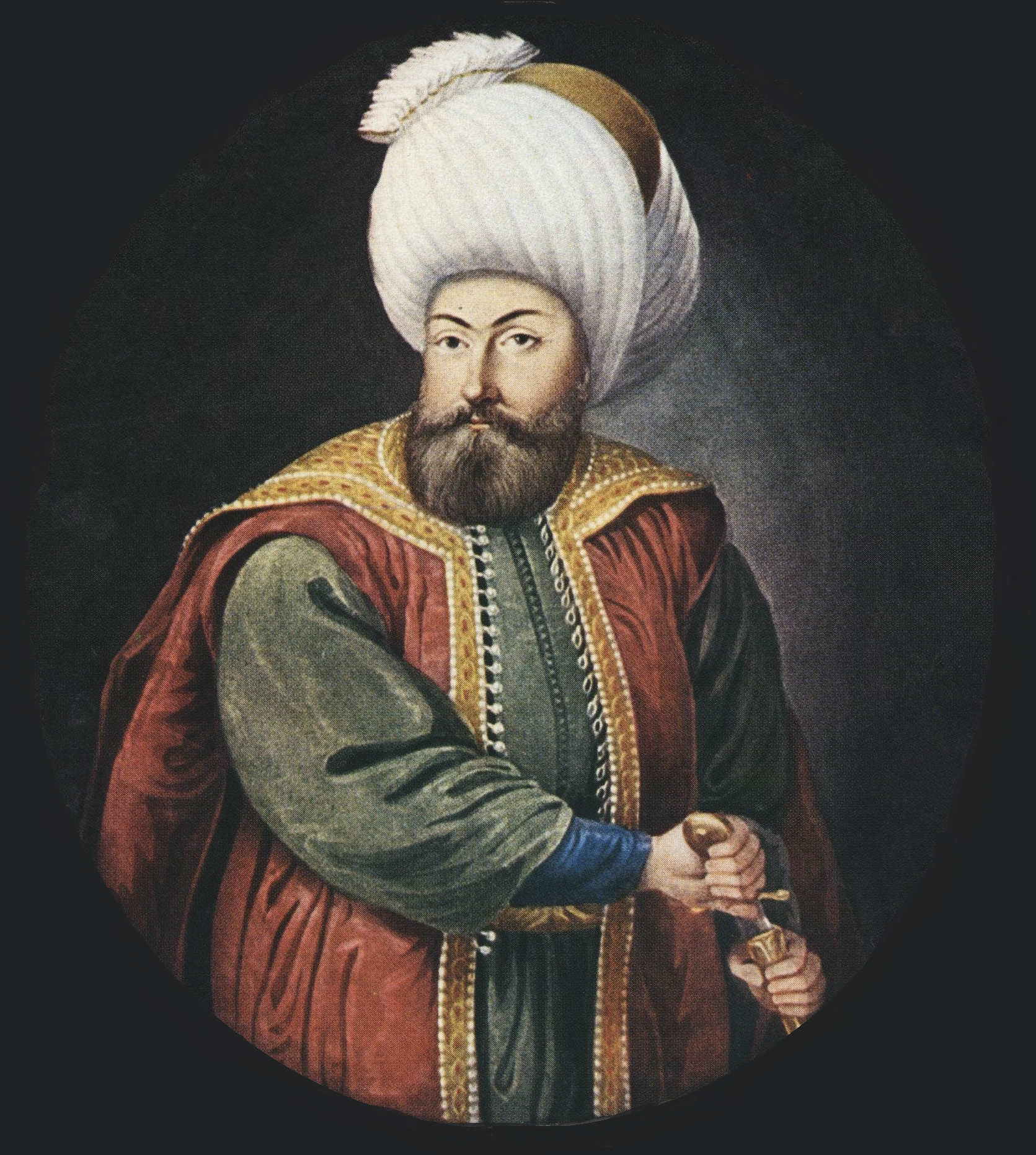
Osman I. ze série portrétů autora Konstantin Kapıdağlı

Osman měl blízký vztah s hlavním náboženským vůdcem dervišů, Šejkem Edebalim, s jehož dcerou se oženil. U pozdějších osmanských spisovatelů se objevil příběh, který byl inspirován tímto přátelstvím; když Osman zůstal na noc v domě Edebaliho, zdál se mu sen. Příběh napsán v druhé polovině 15. století Aşıkpaşazadem říká:
| „ | Viděl vycházející Měsíc z prsou svatého muže a přišel se potopit do jeho prsou. Z pupku mu vyrostl strom, který byl kompasem pro celý svět. Ve stínu tohoto stromu byly hory a z úpatí každé hory se vylévaly prameny řek. Někteří lidé z těchto vod pili, jiní zalévali své zahrady a ostatní z nich stavěli fontány. Když se Osman probudil, vyprávěl o tomto snu svému příteli a ten zvolal: "Osmane, synu můj, bůh svěřil císařství tobě i potomkům tvým, má dcera Malhun Hatun nechť stane se tvojí ženou. | “ |

Tento sen se stal důležitým mýtem pro říši, včetně Osmanské dynastie, která tím hájila svou moc, která jim podle mýtu byla svěřena samotným bohem. Byl tím také popisován úspěch v bitvách v 15. století. Příběh o snu také obsahuje jeden verš: tak jako bůh slíbil Osmanům moc a vládu nad zemí, tak Osmané slíbili úspěchy říši a věrnost k bohu"

## Šavle Osmanova
Šavle Osmanova (turecky: Taklid-i Seyf) byla významná šavle a symbol státu, používaná při korunovacích nových sultánů. Tato praktika byla poprvé provedena když Osman získal tuto šavli od svého tchána Šejka Edebaliho. Opásání se Osmanovou šavlí byla důležitá událost, která probíhala dva týdny poté, co sultán získal trůn. Dnes je uložena v komplexu hrobek v Eyüpu v Istanbulu. Její předání sultánovi mělo symbolizovat válečnickou podstatu jeho titulu. Šavli sultánovi vždy předával guvernér provincie Konya, který při této příležitosti přijel do Istanbulu.

## Rodina
Manželky a konkubíny
- Rabia Bala Malhun Hatun (1258 - listopad 1324), sultánova žena

Ostatní potomstvo
- Orhan I.
- Alaeddin Paša
- Çoban Bey
- Melik Bey
- Hamid Bey
- Pazarlı Bey
- Savcı Bey
- Fatma Hatun

| Předchůdce: vznik bejliku | Znak z doby nástupu | Osmanský bej 1299–1326 | Znak z doby konce vlády | Nástupce: Orhan I. |